# فریتو-لی

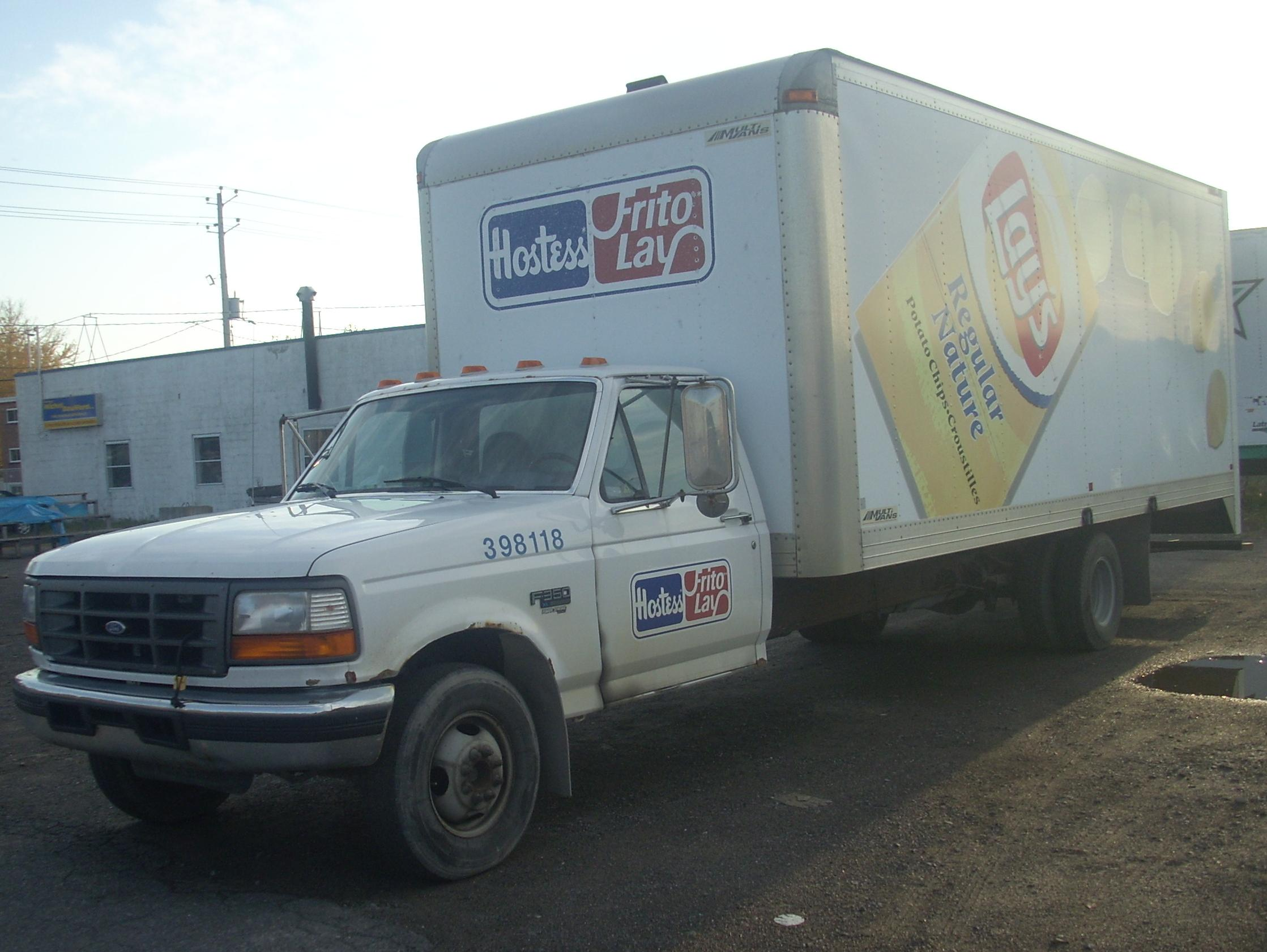
کامیون حمل بار متعلق به شرکت فریتو-لی در کبک کانادا

فریتو-لِی (به انگلیسی: Frito-Lay) یکی از زیرمجموعه‌های شرکت پپسی‌کو است که تولید و توزیع و فروش انواع میان‌وعده‌های غذایی را برعهده دارد. دفتر مرکزی این شرکت در حومه دالاس در ایالت تگزاس آمریکا قرار دارد. این شرکت در سال ۱۹۶۵ میلادی پس از ادغام با شرکت پپسی کولا به صورت زیرمجموعه‌ای از شرکت پپسی‌کو درآمد. محصولات این شرکت تحت نام فریتو-لی و با دو تقسیم‌بندی «فریتو-لی آمریکای شمالی» و «پپسی‌کو بین‌المللی» بفروش می‌رسد.
این شرکت ده‌ها نوع محصول ارائه می‌کند که از میان آن‌ها می‌توان به پفک چیتوز، سان چیپس، چسترنز پاپ‌کرن، فریتوز کرن چیپس اشاره کرد.